# Mines TMD-1 et TMD-2
 (juin 2012).
Si vous disposez d'ouvrages ou d'articles de référence ou si vous connaissez des sites web de qualité traitant du thème abordé ici, merci de compléter l'article en donnant les références utiles à sa vérifiabilité et en les liant à la section « Notes et références ».
Les mines TMD-1 et TMD-2 sont des mines antichar yougoslave. Elles se composent d'une boîte en bois, qui contient la fonte principale de TNT.

## Caractéristiques
- Longueur : 320 mm
- Largeur : 280 mm
- Hauteur : 140 mm
- Poids : 7,5 kg
- Explosifs : 5,5 kg de TNT